# 대한산악구조협회
대한산악구조협회는 산악사고시 지상 구조활동 및 산림항공구조대와의 연계활동 전개, 일반 등산인을 위한 산악 안전교육 실시할 목적으로 2009년 12월 11일 설립 허가된 대한민국 산림청 소관의 사단법인이다. 사무실은 서울특별시 강남구 역삼동 740-10, 산악문화회관 2층에 있다.

## 주요 사업
- 산악사고시 지상 구조활동
- 산악 안전교육